# Graham Crowden
Clement Graham Crowden (* 30. November 1922 in Edinburgh, Schottland; † 19. Oktober 2010 ebenda) war ein britischer Schauspieler.

## Leben und Karriere
Der Schotte Crowden, der Sohn eines Lehrers, diente nach seinem Schulabschluss ab 1940 im Zweiten Weltkrieg. Nachdem er aufgrund einer Verletzung aus dem Kriegsdienst entlassen worden war, begann er ab 1944 in zunächst kleinen Rollen aufzutreten. Er zog schließlich nach London und wirkte als renommierter Theaterschauspieler am Royal Court Theatre und am National Theatre, neben Shakespeare-Rollen spielte er auch in Uraufführungen der Werke von N. F. Simpson und Tom Stoppard.
Ab 1950 kam er zu Fernsehrollen, ab dem Ende der 1950er-Jahre auch zu Nebenrollen im britischen Kino. Unter anderem spielte er in allen Teilen der „Mick Travis“-Trilogie von Regisseur Lindsay Anderson, nämlich If … (1968), Der Erfolgreiche (1973) und Britannia Hospital (1982). Einem breiteren britischen Fernsehpublikum wurde er durch seine Hauptrollen als Arzt in der Klinikserie A Very Peculiar Place (1986–1988) und als Rentner im Altersheim in der Sitcom Endstation Paradies (1990–1994). Crowden spielte oftmals intellektuell und exzentrisch angehauchte Figuren, oftmals mit komischen oder satirischen Untertönen – mehrfach Doktoren, Anwälte, Geistliche, Lehrer oder Professoren. Sein filmisches Schaffen zwischen 1950 und 2008 umfasst mehr als 180 Film- und Fernsehproduktionen.
Crowden war von 1952 bis zu seinem Tod mit Phyllida Hewat verheiratet. Sie waren Eltern von einem Sohn und drei Töchtern, darunter die Schauspielerin Sarah Crowden.

## Filmografie (Auswahl)
- 1950: Such Is Life (Fernsehserie, Folge 1x01)
- 1956: Beauty and the Beast (Fernsehfilm)
- 1957: Die Abenteuer von Robin Hood (The Adventures of Robin Hood, Fernsehserie, Folge 2x15)
- 1957: Destination Downing Street (Fernsehserie, 25 Folgen)
- 1958: Starr and Company (Fernsehserie, 13 Folgen)
- 1959: Ein Schotte auf Brautschau (The Bridal Path)
- 1961: Herein ohne anzuklopfen (Don’t Bother to Knock)
- 1962: Auf zur Navy (We Joined the Navy)
- 1964: HMS Paradise (Fernsehserie, 6 Folgen)
- 1965: Geheimauftrag für John Drake (Danger Man, Fernsehserie, Folge 1x13)
- 1966: Protest (Morgan – A Suitable Case for Treatment)
- 1967: Much Ado About Nothing (Fernsehfilm)
- 1968: If …
- 1969: Die Spur führt nach Soho (The File of the Golden Goose)
- 1969: Rekruten im Todesdschungel (The Virgin Soldiers)
- 1970: Leo der Letzte (Leo the Last)
- 1970: Callan (Fernsehserie, Folge 3x04)
- 1971: Percy – Der Spatz in der Hand (Percy)
- 1971: Catweazle (Fernsehserie, Folge 2x07)
- 1971: Haus der Schatten (The Night Digger)
- 1972: Runter mit dem Keuschheitsgürtel (Up the Chastity Belt)
- 1972: The Ruling Class
- 1972: Amok (Something to Hide)
- 1972: Die phantastische Reise ins Jenseits (The Amazing Mr Blunden)
- 1973: Der Erfolgreiche (O Lucky Man!)
- 1973: Verrückt und gefährlich (The Final Programme)
- 1974: Black Beauty (The Adventures of Black Beauty, Fernsehserie, Folge 2x20)
- 1974: Christina – Zwischen Thron und Liebe (The Abdication)
- 1974: Der kleine Prinz (The Little Prince)
- 1975: Romanze mit einem Kontrabaß (Romance with a Double Bass, Kurzfilm)
- 1976: Bill Dainty, Esq. (Fernsehserie, 6 Folgen)
- 1976: Die Mädchen aus dem Weltraum (Star Maidens, Fernsehserie, 2 Folgen)
- 1977: Jabberwocky
- 1977: Hardcore
- 1979–1980: Doctor Who (Fernsehserie, 4 Folgen)
- 1980: For Maddie with Love (Fernsehserie, 13 Folgen)
- 1981: James Bond 007 – In tödlicher Mission (For Your Eyes Only)
- 1982: Britannia Hospital
- 1982: Der Missionar (The Missionary)
- 1982: Die Profis (The Professionals, Fernsehserie, Folge 5x06)
- 1983: Detektei Blunt (Agatha Christie’s Partners in Crime, Miniserie)
- 1984: Die Zeit der Wölfe (The Company of Wolves)
- 1985: Bleak House (Miniserie, 5 Folgen)
- 1985: Codename: Emerald
- 1985: Jenseits von Afrika (Out of Africa)
- 1986: Diesseits von Afrika (Happy Valley, Fernsehfilm)
- 1986–1988: A Very Peculiar Practice (Fernsehserie, 14 Folgen)
- 1988: Eine Handvoll Staub (A Handful of Dust)
- 1990–1994: Endstation Paradies (Waiting for God, Fernsehserie, 47 Folgen)
- 1991: Rumpole von Old Bailey (Rumpole of the Bailey, Fernsehserie, Folge 6x05)
- 1995: Der Schlaf der Gerechtigkeit (The Innocent Sleep)
- 1996: Gullivers Reisen (Gulliver’s Travels, Miniserie)
- 1997: Soul Music (Miniserie, 7 Folgen)
- 1998: I Want You
- 1998: Vanity Fair – Jahrmarkt der Eitelkeiten (Vanity Fair, Miniserie)
- 2000: Das zehnte Königreich (The 10th Kingdom, Miniserie)
- 2000: Don Quichotte (Don Quixote, Fernsehfilm)
- 2001: Attila – Der Hunne (Attila, Miniserie)
- 2001: The Way We Live Now (Miniserie, 4 Folgen)
- 2002: Besessen (Possession)
- 2002: Inspector Barnaby (Midsomer Murders, Fernsehserie, Folge 5x03)
- 2003: Jack Lennox – Einer zieht die Fäden (The Planman, Fernsehfilm)
- 2003: Kalender Girls (Calendar Girls)
- 2007: Waking the Dead – Im Auftrag der Toten (Waking the Dead, Fernsehserie, 2 Folgen)
- 2008: The Saturday Play